# Солдатов Василь Дмитрович
Василь Дмитрович Солдатов (грудень 1915 — ?) — радянський діяч, секретар Одеського обласного комітету КПУ, 1-й секретар Кілійського та Ренійського районних комітетів КПУ

## Життєпис
Член ВКП(б) з 1939 року.
З 1940 по квітень 1941 року — керуючий Чернівецького спиртотресту.
15 квітня — липень 1941 року — секретар Чернівецького обласного комітету КП(б)У по промисловості.
З (затв. у жовтні) 1946 по 1949 рік — 1-й секретар Кілійського районного комітету КП(б)У Ізмаїльської області.
З 1949 по січень 1950 року —  1-й секретар Білгород-Дністровського міського комітету КП(б)У Ізмаїльської області.
У січні 1950 — вересні 1951 року — начальник політичного сектору Ізмаїльського обласного управління сільського господарства.
З вересня 1951 року — на навчанні.
До грудня 1955 року — 1-й секретар Ренійського районного комітету КПУ Одеської області.
У грудні 1955 — 10 січня 1963 року — секретар Одеського обласного комітету КПУ.
10 січня 1963 — 4 грудня 1964 року — секретар Одеського промислового обласного комітету КПУ — голова промислового обласного комітету партійно-державного контролю. Одночасно в січні 1963 — 4 грудня 1964 року — заступник голови виконавчого комітету Одеської промислової обласної Ради депутатів трудящих.
4 грудня 1964 — 9 лютого 1968 року — секретар Одеського обласного комітету КПУ.
Подальша доля невідома.

## Нагороди
- орден Трудового Червоного Прапора (26.02.1958)
- орден «Знак Пошани» (23.01.1948)
- медалі
- Почесна грамота Президії Верховної Ради Української РСР (.12.1965)